# 霍爾斯角 (加利福尼亞州)
霍爾斯角（英語：Halls Corner）是位於美國加利福尼亞州金斯縣的一個非建制地區。該地的面積和人口皆未知。

## 地理
霍爾斯角的座標為36°20′33″N 119°48′23″W / 36.34250°N 119.80639°W，而該地的平均海拔高度為70米（即230英尺）。